# ヴェンティミーリア
ヴェンティミーリア（イタリア語: Ventimiglia, AFI:/ventiˈmiʎʎa/）は、イタリア共和国リグーリア州インペリア県にある、人口約2万4000人の基礎自治体（コムーネ）。フランスとの国境の町である。

## 名称
標準イタリア語以外では以下の名称を持つ。
- フランス語: Vintimille ヴァンティミーユ

## 地理

### 位置・広がり
インペリア県の西端、ロイア川がリグリア海に注ぐ河口部に発展した都市である。サンレーモから西へ約14km、ニースから東北東へ約30km、県都インペリアから西南西へ約36km、クーネオから南へ約72km、州都ジェノヴァから西南へ約170kmの距離にある。ヴェンティミーリア市街から西へ約6kmほどのところにフランスとの国境が走っており、鉄道や道路が接続する「国境の町」である。
基礎自治体（コムーネ）としてのヴェンティミーリア市はフランスと境界を接する。国境のフランス側はプロヴァンス＝アルプ＝コート・ダジュール地域圏アルプ＝マリティーム県で、マントン（メントーネ）の街がある。

#### 隣接コムーネ
隣接コムーネ（およびフランスのコミューン）は以下の通り。FR-06はフランスのアルプ＝マリティーム県（プロヴァンス＝アルプ＝コート・ダジュール地域圏）所属を示す。
- オリヴェッタ・サン・ミケーレ - 北
- アイローレ - 北
- ドルチェアックア - 北東
- カンポロッソ - 東
- マントン (FR-06) - 西
- カステラール（フランス語版） (FR-06) - 北西

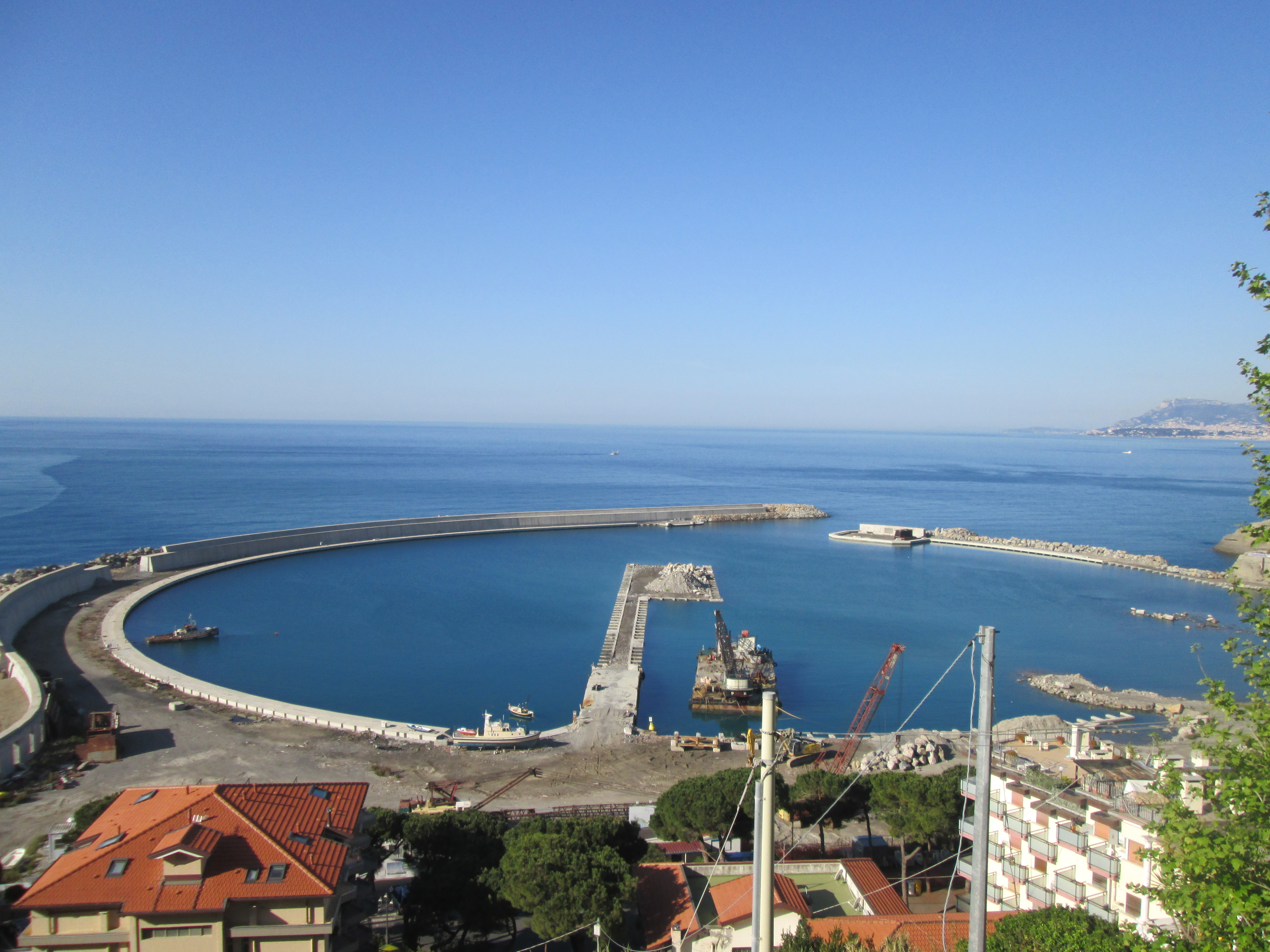

## 行政

### 分離集落
ヴェンティミーリアには以下の分離集落（フラツィオーネ）がある。
- Bevera, Calandri, Calvo, Carletti, Grimaldi Inferiore, Grimaldi Superiore, Latte, Mortola Inferiore, Mortola Superiore, Porra, Roverino, Sant'Antonio, San Bernardo, San Lorenzo, Sealza, Torri, Trucco, Varase, Verrandi, Villatella

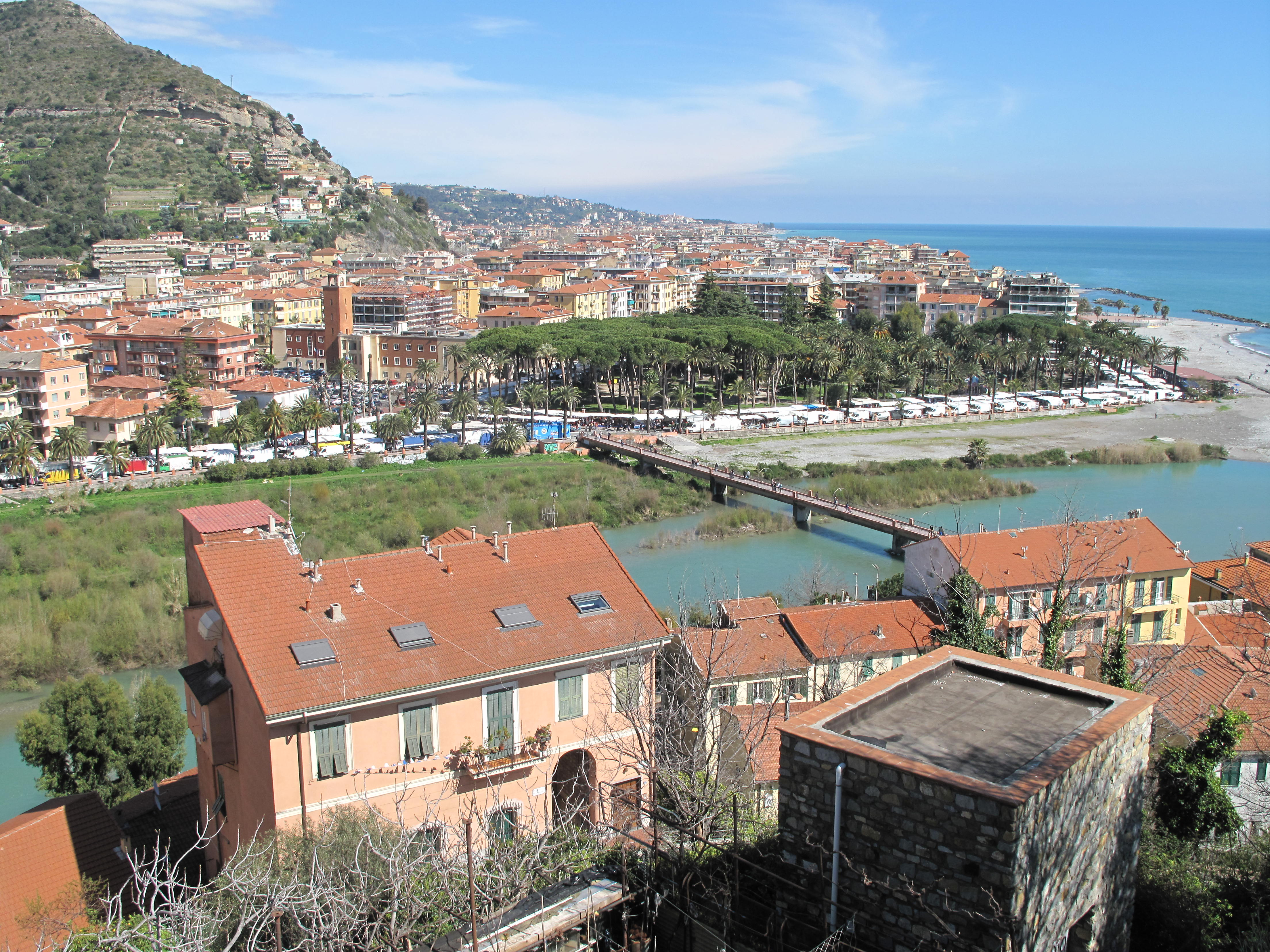

## 交通

### 道路
- アウトストラーダ A10

### 鉄道
ヴェンティミーリア駅は、トレニタリアとフランス国鉄の国境駅であり、ニース方面からのフランス国鉄の列車とジェノヴァ方面からのトレニタリアの列車は多くがここで折り返す。また途中フランス領を経由してピエモンテ州のクーネオに至るタンド線が分岐する。

## 姉妹都市
- ピアッツァ・アルメリーナ、イタリア